# Raffinerie d'Arak
La raffinerie d'Arak (en persan : شركت پالايش نفت اراک) est située à 20 km de la ville de Arak, dans la province pétrolière du Markazi.

## Production
La production, estimée à 170 000 barils par jour en 2013 par l'IEA, est annoncée par la NIORDC en 2020 atteindre 250 000 barils par jour.